# Distretto di Türkmenbaşy
Il distretto di Türkmenbaşy è un distretto del Turkmenistan situato nella provincia di Balkan. Ha per capoluogo la città di Türkmenbaşy.